# Pekelský potok (přítok Smědé)
Pekelský potok je vodní tok tekoucí na severu České republiky, ve Frýdlantském výběžku Libereckého kraje.

## Popis toku
Pramení u Lužce (části Raspenavy), tedy jihovýchodně od Pekelského vrchu (487 m n. m.), v sedle oddělujícím tento kopec od Dubového vrchu (474 m n. m.). Odtud teče severovýchodním směrem sledujíce silnici III/29014 směrem k osadě Peklo. V ní z jihu vtéká do rybníka Petr. Na jeho severní straně z něj vytéká, přibírá nepojmenovaný pravostranný přítok a ze severní strany obtéká Pekelský vrch. Následně teče mezi loukami západním směrem až k raspenavské Luhové ulici, jež tvoří silnici III/29011. Tuto komunikaci podchází a před místním sportovním areálem čítajícím kemp, umělý bazén a fotbalové hřiště se stáčí k jihozápadu, leč severně od raspenavské základní školy opět potok mění směr, když se stočí západním směrem. Poté podchází ulice U Stadionu a opětovně Luhovou, za níž se pravostranně vlévá do Smědé.